# تیزیانو پولنگی
تیزیانو پولنگی (انگلیسی: Tiziano Polenghi؛ زادهٔ ۲۶ سپتامبر ۱۹۷۸) بازیکن فوتبال اهل ایتالیا است.
از باشگاه‌هایی که در آن بازی کرده‌است می‌توان به باشگاه فوتبال اینتر میلان، باشگاه فوتبال لچه، باشگاه فوتبال کرمونزه، باشگاه فوتبال سالرنیتانا، باشگاه فوتبال مونتسا، باشگاه فوتبال ساسولو، و باشگاه فوتبال نووارا اشاره کرد.